# Ossala-Lesisko
Ossala-Lesisko – wieś w Polsce położona w województwie świętokrzyskim, w powiecie staszowskim, w gminie Osiek. Nie posiada sołtysa, należy do sołectwa Ossala.
W czasie okupacji niemieckiej przez krótki czas, baza oddziału partyzanckiego Jędrusiów. W Lesisku, przebywała też żona i syn Władysława Jasińskiego, dowódcy Jędrusiów.
W latach 1975–1998 miejscowość administracyjnie należała do województwa tarnobrzeskiego.

## Demografia
Współczesna struktura demograficzna wioski Ossala-Lesisko na podstawie danych z lat 1995–2009 według roczników GUS-u, z prezentacją danych z 2002 roku:

| WYSZCZEGÓLNIENIE | WYSZCZEGÓLNIENIE | WYSZCZEGÓLNIENIE | WYSZCZEGÓLNIENIE | WYSZCZEGÓLNIENIE | J. m.       | POPULACJA MIESZKAŃCÓW (w przedziałach wiekowych w 2002 roku) | POPULACJA MIESZKAŃCÓW (w przedziałach wiekowych w 2002 roku) | POPULACJA MIESZKAŃCÓW (w przedziałach wiekowych w 2002 roku) | POPULACJA MIESZKAŃCÓW (w przedziałach wiekowych w 2002 roku) | POPULACJA MIESZKAŃCÓW (w przedziałach wiekowych w 2002 roku) | POPULACJA MIESZKAŃCÓW (w przedziałach wiekowych w 2002 roku) | POPULACJA MIESZKAŃCÓW (w przedziałach wiekowych w 2002 roku) | POPULACJA MIESZKAŃCÓW (w przedziałach wiekowych w 2002 roku) | POPULACJA MIESZKAŃCÓW (w przedziałach wiekowych w 2002 roku) | POPULACJA MIESZKAŃCÓW (w przedziałach wiekowych w 2002 roku) |
| WYSZCZEGÓLNIENIE | WYSZCZEGÓLNIENIE | WYSZCZEGÓLNIENIE | WYSZCZEGÓLNIENIE | WYSZCZEGÓLNIENIE | J. m.       | OGÓŁEM                                                       | 0-9                                                          | 10-19                                                        | 20-29                                                        | 30-39                                                        | 40-49                                                        | 50-59                                                        | 60-69                                                        | 70-79                                                        | 80+                                                          |
| ---------------- | ---------------- | ---------------- | ---------------- | ---------------- | ----------- | ------------------------------------------------------------ | ------------------------------------------------------------ | ------------------------------------------------------------ | ------------------------------------------------------------ | ------------------------------------------------------------ | ------------------------------------------------------------ | ------------------------------------------------------------ | ------------------------------------------------------------ | ------------------------------------------------------------ | ------------------------------------------------------------ |
| I.               | OGÓŁEM           | OGÓŁEM           | OGÓŁEM           | OGÓŁEM           | os.         | 73                                                           | 5                                                            | 12                                                           | 8                                                            | 10                                                           | 7                                                            | 10                                                           | 6                                                            | 9                                                            | 6                                                            |
| I.               | –                | odsetek          | odsetek          | odsetek          | %           | 100                                                          | 6,9                                                          | 16,4                                                         | 11                                                           | 13,7                                                         | 9,6                                                          | 13,7                                                         | 8,2                                                          | 12,3                                                         | 8,2                                                          |
| I.               | 1.               | WEDŁUG PŁCI      | WEDŁUG PŁCI      | WEDŁUG PŁCI      | WEDŁUG PŁCI | WEDŁUG PŁCI                                                  | WEDŁUG PŁCI                                                  | WEDŁUG PŁCI                                                  | WEDŁUG PŁCI                                                  | WEDŁUG PŁCI                                                  | WEDŁUG PŁCI                                                  | WEDŁUG PŁCI                                                  | WEDŁUG PŁCI                                                  | WEDŁUG PŁCI                                                  | WEDŁUG PŁCI                                                  |
| I.               | 1.               | A.               | Mężczyzn         | Mężczyzn         | os.         | 42                                                           | 4                                                            | 6                                                            | 4                                                            | 6                                                            | 7                                                            | 6                                                            | 3                                                            | 2                                                            | 4                                                            |
| I.               | 1.               | A.               | –                | odsetek          | %           | 57,5                                                         | 5,5                                                          | 8,2                                                          | 5,5                                                          | 8,2                                                          | 9,6                                                          | 8,2                                                          | 4,1                                                          | 2,7                                                          | 5,5                                                          |
| I.               | 1.               | B.               | Kobiet           | Kobiet           | os.         | 31                                                           | 1                                                            | 6                                                            | 4                                                            | 4                                                            | –                                                            | 4                                                            | 3                                                            | 7                                                            | 2                                                            |
| I.               | 1.               | B.               | –                | odsetek          | %           | 42,5                                                         | 1,4                                                          | 8,2                                                          | 5,5                                                          | 5,5                                                          | –                                                            | 5,5                                                          | 4,1                                                          | 9,6                                                          | 2,7                                                          |

Rysunek 1.1 Piramida populacji – struktura płci i wieku wioski
| I. | OGÓŁEM | OGÓŁEM  | OGÓŁEM            | OGÓŁEM            | OGÓŁEM            | os.     | 73      | 42      | 31      |         |         |         |         |         |         |         |         |         |         |         |
| I. | –      | odsetek | odsetek           | odsetek           | odsetek           | %       | 100     | 57,5    | 42,5    |         |         |         |         |         |         |         |         |         |         |         |
| I. | 1.     | W WIEKU | W WIEKU           | W WIEKU           | W WIEKU           | W WIEKU | W WIEKU | W WIEKU | W WIEKU | W WIEKU | W WIEKU | W WIEKU | W WIEKU | W WIEKU | W WIEKU | W WIEKU | W WIEKU | W WIEKU | W WIEKU | W WIEKU |
| I. | 1.     | A.      | Przedprodukcyjnym | Przedprodukcyjnym | Przedprodukcyjnym | os.     | 16      | 10      | 6       |         |         |         |         |         |         |         |         |         |         |         |
| I. | 1.     | A.      | –                 | odsetek           | odsetek           | %       | 21,9    | 13,7    | 8,2     |         |         |         |         |         |         |         |         |         |         |         |
| I. | 1.     | B.      | Produkcyjnym      | Produkcyjnym      | Produkcyjnym      | os.     | 38      | 25      | 13      |         |         |         |         |         |         |         |         |         |         |         |
| I. | 1.     | B.      | –                 | odsetek           | odsetek           | %       | 52,1    | 34,2    | 17,9    |         |         |         |         |         |         |         |         |         |         |         |
| I. | 1.     | B.      | a.                | mobilnym          | mobilnym          | os.     | 23      | 14      | 9       |         |         |         |         |         |         |         |         |         |         |         |
| I. | 1.     | B.      | a.                | –                 | odsetek           | %       | 31,5    | 19,1    | 12,4    |         |         |         |         |         |         |         |         |         |         |         |
| I. | 1.     | B.      | b.                | niemobilnym       | niemobilnym       | os.     | 15      | 11      | 4       |         |         |         |         |         |         |         |         |         |         |         |
| I. | 1.     | B.      | b.                | –                 | odsetek           | %       | 20,6    | 15,1    | 5,5     |         |         |         |         |         |         |         |         |         |         |         |
| I. | 1.     | C.      | Poprodukcyjnym    | Poprodukcyjnym    | Poprodukcyjnym    | os.     | 19      | 7       | 12      |         |         |         |         |         |         |         |         |         |         |         |
| I. | 1.     | C.      | –                 | odsetek           | odsetek           | %       | 26      | 9,6     | 16,4    |         |         |         |         |         |         |         |         |         |         |         |

## Geografia
Współrzędne geograficzne obecnej wioski Ossala-Lesisko zostały wyśrodkowane względem starego podziału; utrwalonego w świadomości mieszkańców z Ossalą-Lesisko: Duże i Małe, co przedstawia tabela 1; dodatkowo dołączono Ossalę.

| Opis | Opis           | Opis                | Położenie                                 |
| ---- | -------------- | ------------------- | ----------------------------------------- |
| 1.   | Ossala-Lesisko | Ossala-Lesisko      | 50°29′39″N 21°19′35″E/50,494167 21,326389 |
| 1.   | a.             | Ossala-Lesisko Duże | 50°29′36″N 21°19′25″E/50,493333 21,323611 |
| 1.   | b.             | Ossala-Lesisko Małe | 50°29′17″N 21°20′10″E/50,488056 21,336111 |
| 2.   | Ossala         | Ossala              | 50°29′06″N 21°22′20″E/50,485000 21,372222 |

Wieś Ossala-Lesisko położona jest 7,4 km na północ, północny wschód od Połańca; 12,9 km na wschód, południowy wschód od Staszowa; 24,3 km na północ, północny zachód od Mielca i 27,1 km na zachód, południowy zachód od Tarnobrzega leżąc na wysokości 181,5 m n.p.m. Przy czym Ossala-Lesisko Duże położone jest 7,3 km na północ, północny wschód od Połańca; 12,8 km na wschód, południowy wschód od Staszowa; 24,3 km na północ, północny zachód od Mielca i 27,4 km na zachód, południowy zachód od Tarnobrzega leżąc na wysokości 183,7 m n.p.m. – z kolei Ossala-Lesisko Małe położone jest 7,1 km na północ, północny wschód od Połańca; 13,8 km na wschód, południowy wschód od Staszowa; 23,5 km na północ, północny zachód od Mielca i 26,8 km na zachód, południowy zachód od Tarnobrzega leżąc na wysokości 190,1 m n.p.m.

## Literatura
1. Janik Krzysztof: Rozporządzenie Ministra Spraw Wewnętrznych i Administracji z dnia 14 grudnia 2001 r. w sprawie ustalenia i zmiany urzędowych nazw niektórych miejscowości w województwach: dolnośląskim, kujawsko-pomorskim, lubelskim, lubuskim, łódzkim, małopolskim, opolskim, podkarpackim, podlaskim, pomorskim, śląskim, świętokrzyskim, wielkopolskim i zachodniopomorskim oraz obiektów fizjograficznych w województwach lubelskim i lubuskim. Dz.U. z 2001 r. nr 153, poz. 1772.{{Cytuj książkę}} Linki zewnętrzne: "inni". Brak numerów stron w książce